# Abstención constructiva
La abstención constructiva o abstención positiva es un procedimiento para la adopción de decisiones dentro de la Unión Europea que permite —cuando el procedimiento de adopción requiere la unanimidad— a un Estado miembro de la Unión Europea abstenirse de votar sin que ello impida la adopción de la decisión. Con este método —que refiere únicamente al Consejo Europeo y al Consejo de la Unión Europea— si la abstención va acompañada de una “declaración formal” del Estado interesado, este no está obligado a aplicar la decisión aunque esta obligará a la Unión en su conjunto.
El procedimiento tiene una limitación: si se abstienen un tercio de los Estados miembros, que reúnan como mínimo un tercio de la población de la Unión, la decisión no podrá ser adoptada.

## Historia

### Tratado de Ámsterdam
El intento de racionalización llevado a cabo en el marco del Tratado de Ámsterdam pretendía también hacer más eficaz la toma de decisiones en materia de política exterior y de seguridad común (PESC). Esto se rige ante todo por la regla de la unanimidad. Esto ya estaba resultando paralizante en una Unión Europea de los 15 y más aún en la perspectiva de futuras ampliaciones. Asimismo, tras retomar la regla de la unanimidad presente desde el Tratado de Maastricht, el texto del tratado añade que:

1. El Consejo adoptará por unanimidad las decisiones que se rijan por el presente título. Las abstenciones de miembros presentes o representados no impedirán la adopción de tales decisiones. En caso de que un miembro del Consejo se abstuviera en una votación, podrá acompañar su abstención de una declaración formal efectuada de conformidad con el presente párrafo. En ese caso, no estará obligado a aplicar la decisión, pero admitirá que ésta sea vinculante para la Unión. En aras de la solidaridad mutua, el Estado miembro de que se trate se abstendrá de cualquier acción que pudiera obstaculizar o impedir la acción de la Unión basada en dicha decisión y los demás Estados miembros respetarán su posición. En caso de que el número de miembros del Consejo que acompañara su abstención de tal declaración representara más de un tercio de los votos ponderados con arreglo a lo dispuesto en el apartado 2 del artículo 205 del Tratado constitutivo de la Comunidad Europea, no se adoptará la decisión.

### Desde el Tratado de Lisboa
A partir de la entrada en vigencia del Tratado de Lisboa, la disposición relativa a la abstención implícita se encuentra en el artículo 31 del TUE. El artículo dice:

1. Las decisiones en virtud del presente Capítulo serán tomadas por el Consejo Europeo y por el Consejo por unanimidad, salvo disposición en contrario del presente Capítulo. Se excluye la adopción de actos legislativos. Cualquier miembro del Consejo que se abstenga durante una votación podrá, de conformidad con este párrafo, acompañar su abstención con una declaración formal. En este caso, no está obligado a aplicar la decisión, pero acepta que la decisión compromete a la Unión. En un espíritu de solidaridad mutua, el Estado miembro en cuestión se abstendrá de cualquier acción que pueda entrar en conflicto o impedir la acción de la Unión basada en la presente decisión y los demás Estados miembros respetarán su posición. Si los miembros del Consejo que acompañan su abstención con tal declaración representan al menos un tercio de los Estados miembros que reúnan al menos un tercio de la población de la Unión, la decisión no se adoptará.
Artículo 31 del Tratado de la Unión Europea, versión consolidada de 2009.

En el Tratado de Funcionamiento de la Unión Europea, los artículos 235, apartado 1, y 238, apartado 4, relativos a las votaciones en el Consejo Europeo y el Consejo de la Unión Europea, respectivamente, disponen de forma similar:

La abstención de los miembros presentes o representados no obstará a la adopción de los acuerdos del Consejo Europeo que requieran unanimidad.
Artículo 235, apartado 1, y artículo 238, apartado 4, del Tratado de Funcionamiento de la Unión Europea.

## Funcionamiento y consecuencias
Obligación vinculada a la declaración formal
El uso de una declaración formal en paralelo con la abstención autoriza al Estado a no aplicar la decisión adoptada. Por otra parte, estará obligado:
- reconocer el hecho de que la Unión está obligada por esta decisión,
- respetar el principio de buena fe y, en consecuencia, no tomar decisiones que puedan impedir o entrar en conflicto con la acción de la Unión.

En consecuencia, en la práctica, el miembro del Consejo que se ha abstenido y ha emitido una declaración formal sigue estando legalmente vinculado por la decisión, ya que vincula a la Unión en su conjunto. A ello se suma la obligación de cooperación leal, de los artículos 4.3 y 24.3 TUE, que prohíbe al Estado abstenerse de realizar cualquier acción contraria a la de la Unión. Sin embargo, la aplicación de este principio de cooperación sincera implica que la abstención es la solución de último recurso y que, de antemano, se debe hacer todo lo posible para permitir la búsqueda de un consenso.
En la práctica, si un Estado miembro emite una declaración formal en la que especifica que, además de no considerarse vinculado personalmente por la decisión, considera que la decisión no es jurídicamente vinculante para la Unión, su abstención se considera un voto negativo implícito.
Minoría de bloqueo
El principal cambio, en comparación con el texto anterior a Lisboa, se refiere a la doble condicionalidad, estableciendo una minoría de bloqueo: «[...] al menos un tercio de los Estados miembros que reúnan al menos un tercio de la población de la Unión [...]». Hay, por tanto, una evolución que puede explicarse por el hecho de que es difícil mantener la credibilidad de una decisión PESC si no cuenta con el apoyo de la gran mayoría de los Estados miembros, incluidos los más grandes.
Coalición de Voluntarios
La adición de esta disposición desbloquea el desarrollo de la PESC porque autoriza la formación de una coalición de voluntarios.
Aspectos financieros
El artículo 41, apartado 2, del TUE establece que todo Estado miembro que haya adjuntado una declaración formal a su abstención no está obligado a participar en la financiación de operaciones que tengan implicaciones en términos militares o de defensa.

## Usos

### Política exterior y de seguridad común
Cuando un Estado miembro no desee vincularse por una decisión adoptada en el marco de la política exterior y de seguridad común, podrá abstenerse. Esto permite perseguir los objetivos de la PESC en ausencia de unanimidad. Cuando los países que se abstengan no representen más de la tercera parte de los votos en el Consejo, se adoptará la decisión. Esta opción fue utilizada, por ejemplo, por Chipre, que se abstuvo durante la votación que autorizó la misión policial EULEX en Kosovo porque entonces no había un mandato específico de las Naciones Unidas para ello. En términos de PESC, si una votación es rechazada por demasiadas abstenciones, sigue siendo posible establecer una Cooperación estructurada permanente para los Estados interesados.
Dinamarca dispone de una opción de exclusión (opt-out) en términos de la PESC. El país se beneficia de la abstención constructiva "permanente" porque, aunque no participa en las decisiones y acciones de la Unión que tienen implicaciones en el sector de la defensa, no puede oponerse a la cooperación de otros Estados miembros en este ámbito.